# اس.ای.
اس.ای. (انگلیسی: S.A.) گونه‌ای از شرکت در برخی از کشورها است، که نوعی شرکت سهامی عام می‌باشد و در اغلب کشورهای دارای زبان‌های رومی (مانند فرانسوی، اسپانیایی و ایتالیایی) به‌عنوان معادل حقوقی شرکت سهامی عام مورد استفاده قرار می‌گیرد. شرکت‌های اس.ای. معادل یک شرکت سهامی عام در قانون شرکت‌های انگلستان و کورپوریشن‌ها در ایالات متحده آمریکا می‌باشند.